# Liste der Baudenkmäler in Ensdorf (Oberpfalz)

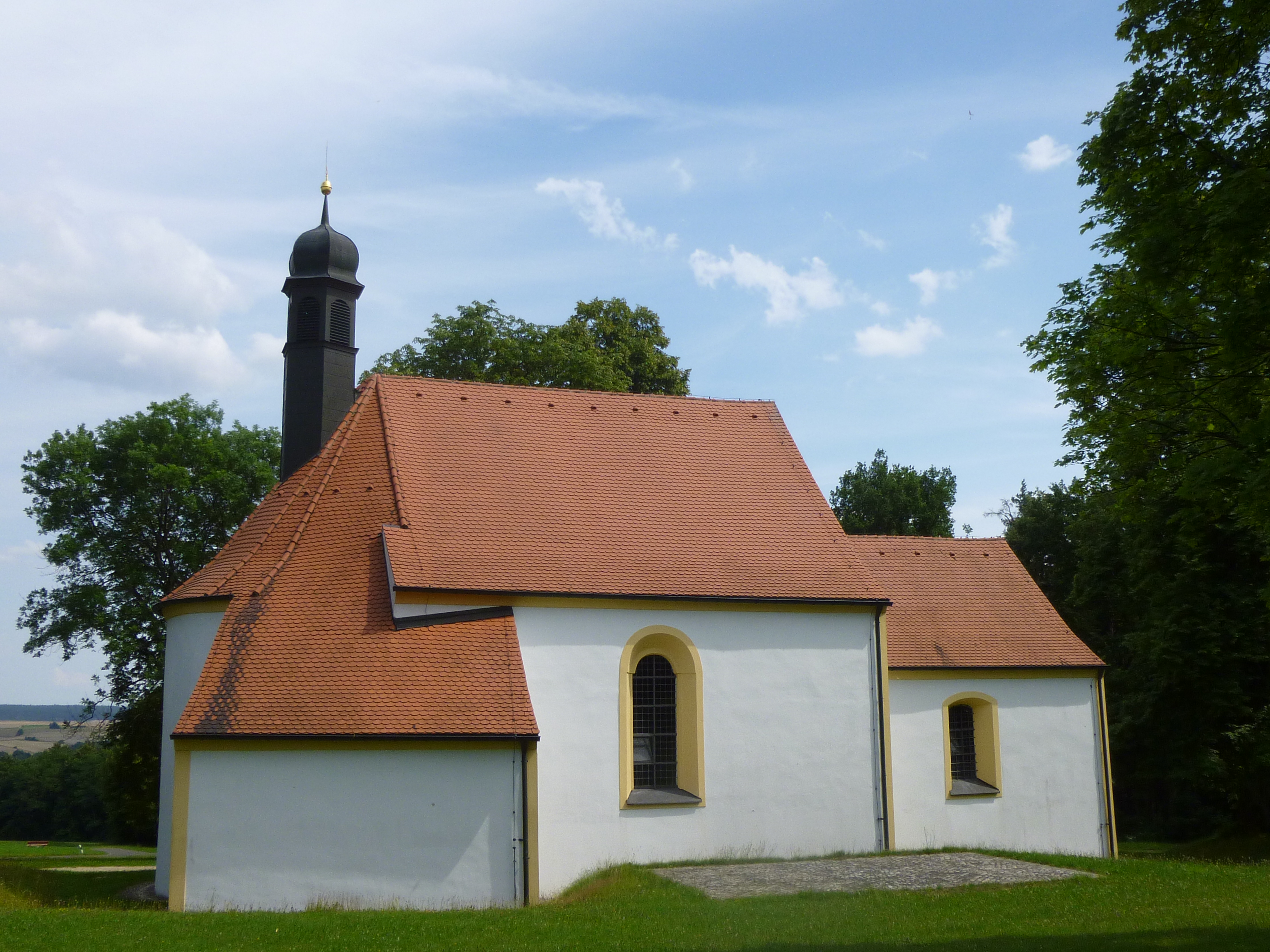
Wallfahrtskirche Eggenberg

Auf dieser Seite sind die Baudenkmäler in der Oberpfälzer Gemeinde Ensdorf zusammengestellt. Diese Tabelle ist eine Teilliste der Liste der Baudenkmäler in Bayern. Grundlage ist die Bayerische Denkmalliste, die auf Basis des Bayerischen Denkmalschutzgesetzes vom 1. Oktober 1973 erstmals erstellt wurde und seither durch das Bayerische Landesamt für Denkmalpflege geführt wird. Die folgenden Angaben ersetzen nicht die rechtsverbindliche Auskunft der Denkmalschutzbehörde.

## Ensembles

### Ensemble Kloster Ensdorf mit Hauptstraße

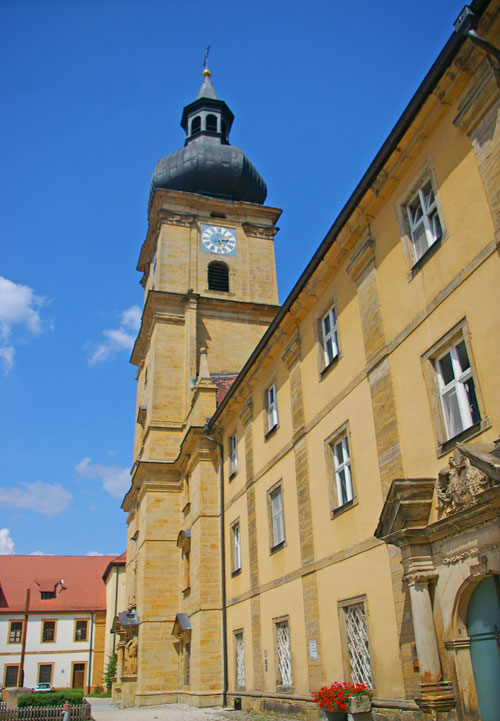

Das Ensemble umfasst die Anlage des ehemaligen Benediktinerklosters und die angrenzende, lange und geradlinige Ensdorfer Hauptstraße.
Als das Kloster Ensdorf 1121 gegründet wurde, vermutlich durch Pfalzgraf Otto von Wittelsbach, war das Vilstal bereits die Verbindungsstrecke zwischen Amberg und Regensburg, sowohl auf dem Land- als auch über den Wasserweg. Die Richtung und Breite der Hauptstraße war spätestens seit spätgotischer Zeit vorgegeben, als das Kloster, welches durch Beteiligung an der Kastler Reform zu einer hohen Blüte gelangt war, dort das Amtshaus und das Klosterrichterhaus errichten ließ. Später kamen Gasthöfe und andere Gebäude hinzu; auch der Friedhof mit der 1805 abgebrochenen Pfarrkirche nahm Bezug auf die Straßenrichtung. Nach dem langsamen Bauverfall infolge der Klosteraufhebung in der Reformation musste die wieder errichtete Abtei 1695 an die Erneuerung ihrer Gebäude gehen. 
Der dem Konventbau westlich vorgelagerte Wirtschaftshof erhielt dabei abgeschrägte Ecken, da dieser sonst dem bestehenden Hauptstraßenzug den Weg verbaut hätte. Das heutige Bild zeigt einen traufseitigen Straßenzug, dessen Bebauung teilweise aus dem 17./18. und 19. Jahrhundert stammt. Der äußere Klosterhoftrakt in barocker Form zählt dabei neben dem ehemaligen Klosterrichterhaus zu den prägenden Bauten.
Das ehemalige Amtshaus ist leider nicht mehr erhalten. Ebenso sind in den letzten Jahren Um- und Neubauten hinzugekommen, die das Erscheinungsbild der Hauptstraße stören.
Aktennummer: E-3-71-120-1

## Baudenkmäler nach Ortsteilen

### Ensdorf
| Lage                                          | Objekt | Beschreibung | Akten-Nr.              | Bild                                                                      |
| --------------------------------------------- | --- | --- | ---------------------- | ------------------------------------------------------------------------- |
| Bahnhofstraße (bei Nrn. 6 u. 8) (Standort)    | Brückenfigur des hl. Johannes von Nepomuk | Im Stil des 18. Jahrhunderts | D-3-71-120-15 Wikidata | Brückenfigur des hl. Johannes von Nepomuk                                 |
| Eggenberg 2 (Standort)                        | Katholische Wallfahrtskirche St. Dionys und Nothelfer | Verputzter Massivbau mit Satteldach, halbrund geschlossenem Chor und Zwiebeldachreiter, der Südabschnitt leicht eingezogen, 1699, vergrößert 1732, erneute Verlängerung und Wölbung 1791–93, bezeichnet mit „1792“; mit Ausstattung Kreuzweg mit 14 Stationen, Stein, wohl 1. Hälfte 20. Jahrhundert Oktogonales Brunnenbecken, bezeichnet mit „1896“ | D-3-71-120-1 Wikidata  | weitere Bilder                                                            |
| Hauptstraße 7 (Standort)                      | Ehemalige Benediktinerabtei, Gründung 1121, nach Aufhebung 1556 im Jahr 1669 wieder gegründet, 1695 Erhebung zur Abtei, seit 1920 Niederlassung der Salesianer Don Bosco | Ehemalige Abteikirche, jetzt katholische Pfarrkirche St. Jakobus der Ältere, Wandpfeilerkirche mit Abseiten, teilweise verputzter Sandsteinquaderbau mit eingezogenem, dreiseitig geschlossenem Chor, Westturm mit Laternenzwiebelhaube, Gestaltung der Westfassade mit Pilastern, Voluten und Obelisken sowie Säulenportal mit Figuren, nach Plan von Wolfgang Dientzenhofer durch Martin Funk und Christoph Grantauer errichtet, 1695–1717; mit Ausstattung (siehe auch: Grabstein für Pfalzgraf Otto V. von Scheyern und seine Gemahlin Heilika) Konventbauten, seit 1920 Niederlassung der Salesianer Don Boscos, Vierflügelanlage im Süden der Klosterkirche, dreigeschossige, verputzte Massivbauten mit Satteldächern, Sandsteingliederung und -portalen, Anfang 18. Jahrhundert, das Säulenportal des Westtraktes bezeichnet mit „1715“; mit Ausstattung Außerer Klosterhof, Dreiflügelanlage um westlichen Innenhof, zweigeschossige, verputzte Massivbauten mit Satteldächern, Sandsteingliederung und -portalen, Durchfahrt mit Figurennischen, bezeichnet mit „1742“, der südliche Teil katholischer Pfarrhof, um 1740 Klostergarten mit altem Baumbestand, Lourdesgrotte sowie Kapelle mit Putzgliederung und Satteldach Klostermauer Kriegerdenkmal für die Gefallenen des Zweiten Weltkriegs, Pieta auf Inschriftensockel, Stein | D-3-71-120-3 Wikidata  | weitere Bilder                                                            |
| Hauptstraße 16 (Standort)                     | Nischenfigur hl. Johannes von Nepomuk | Mit Sockel in Form einer Bogenbrücke, vielleicht noch 2. Hälfte 18. Jahrhundert | D-3-71-120-7 Wikidata  | Nischenfigur hl. Johannes von Nepomuk                                     |
| Hauptstraße 24, 26 (Standort)                 | Ehemaliges Klosterrichterhaus, jetzt Gasthof Zur Post | Dreiflügelanlage mit Walmdach, Inschrifttafel über dem Steintorbogen bezeichnet mit „1618“ | D-3-71-120-9 Wikidata  | weitere Bilder                                                            |
| Schwandorfer Straße 4 (Standort)              | Ehemaliges Eisenamtshaus des Klosters | Dreigeschossiger, verputzter Massivbau mit Walmdach, 18. Jahrhundert | D-3-71-120-12 Wikidata | Ehemaliges Eisenamtshaus des Klosters                                     |
| Stephansplatz (Standort)                      | Sogenannter Stephansturm | Romanischer Glockenturm der 1805 abgebrochenen Pfarrkirche St. Stephan aus dem 14. Jahrhundert und ihrer Vorgängerbauten, Handquadermauerwerk aus Kalkstein, Glockengeschoss mit rundbogigen Schallöffnungen, 1075 (dendrochronologisch datiert), Dachtragwerk 1724 (dendrochronologisch datiert) und Treppengiebel aus Mischmauerwerk wohl gleichzeitig Mauer des 1805 neu angelegten, in Teilen wohl älteren Friedhofs, mit eingelassenen Epitaphien, östlich mit geometrisch gegliedertem Portal, 1731 Friedhofskreuz, gusseisern, 2. Hälfte 19. Jahrhundert | D-3-71-120-6 Wikidata  | weitere Bilder                                                            |
| Thanheimer Straße 2 (Standort)                | Ehemaliges Forsthaus des Klosters Ensdorf, jetzt katholische Kindergarten                                                                                                | Zweigeschossiger, verputzter Massivbau mit Walmdach und geohrten Fensterfaschen, Dachstuhl dendro.dat. 1730, im 20. Jahrhundert verändert Mit Nischenfigur der Maria Immaculata, Ende 18. Jahrhundert | D-3-71-120-14 Wikidata | Ehemaliges Forsthaus des Klosters Ensdorf, jetzt katholische Kindergarten |
| Thanheimer Straße 13 (Standort)               | Felsenkeller | ehemaliger Lagerkeller einer Brauerei in Ensdorf, in Kalksteinfelsen gehauen mit Fassbänken, vermutlich 2. Hälfte 18. Jahrhundert; Nicht nachqualifiziert, im Bayerischen Denkmal-Atlas nicht kartiert | D-3-71-120-36          | BW                                                                        |
| Weg von Leidersdorf nach Eggenberg (Standort) | Kapelle St. Hubertus | Verputzter Massivbau mit Satteldach, Mitte 18. Jahrhundert | D-3-71-120-11 Wikidata | weitere Bilder                                                            |

### Götzenöd
| Lage                   | Objekt        | Beschreibung                                               | Akten-Nr.              | Bild           |
| ---------------------- | ------------- | ---------------------------------------------------------- | ---------------------- | -------------- |
| In Götzenöd (Standort) | Marienkapelle | Verputzter Massivbau mit Satteldach, 1845; mit Ausstattung | D-3-71-120-16 Wikidata | weitere Bilder |

### Hirschwald
| Lage                     | Objekt                                                             | Beschreibung | Akten-Nr.              | Bild                 |
| ------------------------ | ------------------------------------------------------------------ | --- | ---------------------- | -------------------- |
| Hirschwald 2 (Standort)  | Ehemaliges Forsthaus                                               | Zweigeschossiger, verputzter Massivbau mit einseitig halb abgewalmtem Satteldach, im Kern 18. Jahrhundert                                                                          | D-3-71-120-18 Wikidata | Ehemaliges Forsthaus |
| Hirschwald 4 (Standort)  | Torhaus des ehemaligen Jagdschlosses des Pfalzgrafen Friedrich II. | Zweigeschossiger, verputzter Bruchsteinbau mit Satteldach, Steingewänden und rundbogiger Tordurchfahrt, Mitte 16. Jahrhundert, Umbau nach Brand 1916 Südlich eingeschossiger Anbau | D-3-71-120-19 Wikidata | weitere Bilder       |
| Hirschwald 13 (Standort) | Katholische Kapelle St. Johannes Baptist, sogenannte Jagdkapelle   | Chorturmkirche, verputzter Massivbau, mit eingezogenem, quadratischem Chor und Turm mit Zwiebelhaube, im Kern romanisch, 1736–38 umgestaltet; mit Ausstattung Kirchhofmauer        | D-3-71-120-17 Wikidata | weitere Bilder       |

### Hofstetten
| Lage                                                   | Objekt                        | Beschreibung | Akten-Nr.              | Bild              |
| ------------------------------------------------------ | ----------------------------- | --- | ---------------------- | ----------------- |
| Hofstetten 15 (Standort)                               | Katholische Kirche St. Martin | Saalkirche, verputzter Massivbau mit Satteldach und dreiseitig geschlossenem Chor, 17. Jahrhundert, Dachreiter 1869; mit Ausstattung | D-3-71-120-21 Wikidata | weitere Bilder    |
| Hofstetten 4; am Ortsausgang nach Wolfsbach (Standort) | Kapellenbildstock             | Verputzt und mit Satteldach, 18./19. Jahrhundert                                                                                     | D-3-71-120-22 Wikidata | Kapellenbildstock |
| Steinleite; am Feldweg nach Gleicheröd (Standort)      | Marienbildstock               | Verputzt und mit Satteldach, wohl 2. Hälfte 19. Jahrhundert                                                                          | D-3-71-120-23 Wikidata | Marienbildstock   |

### Leidersdorf
| Lage                                          | Objekt                   | Beschreibung | Akten-Nr.              | Bild                 |
| --------------------------------------------- | ------------------------ | --- | ---------------------- | -------------------- |
| In Leidersdorf (Standort)                     | Kapelle St. Antonius     | Verputzter Massivbau mit Satteldach, einfacher Fassadengliederung und geschwungenem Vorschussgiebel, 1731, 1965 versetzt und wiederaufgebaut Mit bauzeitlichem Altar | D-3-71-120-24 Wikidata | Kapelle St. Antonius |
| Leidersdorf 2; Leidersdorf 3; Vils (Standort) | Ehemaliges Hammerschloss | Dreigeschossiger, verputzter Massivbau mit Mansardwalmdach, Eckerker, Eckrisalit, angeschlossenem Turbinenhaus und Werkkanal, im Kern 17./18. Jahrhundert, Umbau zur Mahlmühle bezeichnet mit „1910“; mit technischer Ausstattung Zugehörig ehemalige Pferdestallung, eingeschossiger, verputzter Massivbau mit Satteldach, Stichbogenfenstern und profilierten Balkenköpfen, um 1900 | D-3-71-120-25 Wikidata | weitere Bilder       |

### Ruiding
| Lage                                                 | Objekt       | Beschreibung                                   | Akten-Nr.              | Bild         |
| ---------------------------------------------------- | ------------ | ---------------------------------------------- | ---------------------- | ------------ |
| In Ruiding; am Ortsausgang nach Haselbach (Standort) | Bildhäuschen | Massiv und mit Satteldach, 18./19. Jahrhundert | D-3-71-120-27 Wikidata | Bildhäuschen |

### Thanheim
| Lage                    | Objekt                                    | Beschreibung | Akten-Nr.              | Bild           |
| ----------------------- | ----------------------------------------- | --- | ---------------------- | -------------- |
| Kirchgasse 2 (Standort) | Katholische Filialkirche St. Bartholomäus | Saalbau, verputzter Massivbau mit Satteldach, eingezogenem, dreiseitig geschlossenem Chor und Dachreiter, um 1700; mit Ausstattung | D-3-71-120-28 Wikidata | weitere Bilder |

### Unterbernstein
| Lage                        | Objekt                   | Beschreibung | Akten-Nr.              | Bild |
| --------------------------- | ------------------------ | --- | ---------------------- | ---- |
| Unterbernstein 1 (Standort) | Bauernhaus, Wohnstallbau | Eingeschossiger, verputzter Massivbau mit Halbwalmdach, 17./18. Jahrhundert, nördlicher Anbau mit Satteldach wohl 2. Hälfte 19. Jahrhundert | D-3-71-120-29 Wikidata | BW   |

### Uschlberg
| Lage                    | Objekt             | Beschreibung                                                                                                | Akten-Nr.              | Bild           |
| ----------------------- | ------------------ | --- | ---------------------- | -------------- |
| Uschlberg 11 (Standort) | Kapelle St. Magnus | Verputzter Massivbau mit Satteldach, Zwiebeldachreiter und Portal mit Ädikularahmung, 1745; mit Ausstattung | D-3-71-120-30 Wikidata | weitere Bilder |

### Wolfsbach
| Lage                          | Objekt                                 | Beschreibung | Akten-Nr.              | Bild           |
| ----------------------------- | -------------------------------------- | --- | ---------------------- | -------------- |
| Edelgartenstraße 8 (Standort) | Katholische Filialkirche St. Magdalena | Saalbau, verputzter Massivbau mit Satteldach, eingezogenem, dreiseitig geschlossenem Chor und Dachreiter, 1696–1706 auf älteren Fundamenten erneuert, Erweiterung 1868; mit Ausstattung                                                       | D-3-71-120-31 Wikidata | weitere Bilder |
| Friedhofweg (Standort)        | Friedhofskapelle                       | Verputzter Massivbau mit Satteldach, Dreiseitschluss und Turm mit Spitzhelm, wohl 2. Hälfte 19. Jahrhundert Grabmal für Leonhard von Holler, Büste auf Pfeiler, Stein, bezeichnet mit „1881“ Friedhofskreuz, wohl ausgehendes 19. Jahrhundert | D-3-71-120-33 Wikidata | weitere Bilder |
| Hammerbergweg 2 (Standort)    | Ehemaliges Hammergut                   | Zweigeschossiger, verputzter Massivbau mit Satteldach und polygonalem Treppenturm mit Zwiebelhaube, um 1600 | D-3-71-120-34 Wikidata | weitere Bilder |
| Hundsruck (Standort)          | Kapelle St. Leonhard                   | Massivbau mit Satteldach und einfacher Putzgliederung, um 1830 | D-3-71-120-32 Wikidata | weitere Bilder |

## Ehemalige Baudenkmäler
In diesem Abschnitt sind Objekte aufgeführt, die früher einmal in der Denkmalliste eingetragen waren, jetzt aber nicht mehr. Objekte, die in anderem Zusammenhang also z. B. als Teil eines Baudenkmals weiter eingetragen sind, sollen hier nicht aufgeführt werden. Aktennummern in diesem Abschnitt sind ehemalige, jetzt nicht mehr gültige Aktennummern.

| Lage                                   | Objekt                     | Beschreibung | Akten-Nr.              | Bild                       |
| -------------------------------------- | -------------------------- | --- | ---------------------- | -------------------------- |
| Ensdorf Hauptstraße 20 (Standort)      | Ehemaliger Gasthof Schmidt | Traufseitbau mit Krüppelwalmdach, wohl 2. Hälfte 18. Jahrhundert, Hofmauer und Tordurchfahrt Mit Wirtschaftsgebäuden | D-3-71-120-8 Wikidata  | Ehemaliger Gasthof Schmidt |
| Ensdorf Thanheimer Straße 1 (Standort) | Wohnhaus                   | Zweigeschossiger, verputzter Massivbau mit Krüppelwalmdach, 1. Hälfte 19. Jahrhundert                                | D-3-71-120-13 Wikidata | Wohnhaus                   |
| Ruiding Ruiding 1 (Standort)           | Ehemaliges Jagdhäuschen    | 17./18. Jahrhundert, Walmdachbau                                                                                     | D-3-71-120-26 Wikidata | Ehemaliges Jagdhäuschen    |

## Abgegangene Baudenkmäler
In diesem Abschnitt sind Objekte aufgeführt, die früher einmal in der Denkmalliste eingetragen waren, jetzt aber nicht mehr existieren, z. B. weil sie abgebrochen wurden. Aktennummern in diesem Abschnitt sind ehemalige, jetzt nicht mehr gültige Aktennummern.

| Lage                                 | Objekt   | Beschreibung                                    | Akten-Nr.              | Bild |
| ------------------------------------ | -------- | ----------------------------------------------- | ---------------------- | ---- |
| Hirschwald Haus Nummer 14 (Standort) | Backofen | 19. Jahrhundert, im 20. Jahrhundert abgebrochen | D-3-71-120-20 Wikidata | BW   |